# Тетраподоморфи
Тетраподоморфите (Tetrapodomorpha) са клад животни от групата Ръкоперки (Sarcopterygii).
Той включва съвременните Четирикраки (Tetrapoda) и няколко групи изчезнали животни, които са по-близки до тях, отколкото до двойнодишащите риби.

## Класификация
Tetrapodomorpha – Тетраподоморфи
- Разред †Rhizodontida
- Надразред Osteolepidida
  - Разред †Osteolepiformes
    - †Семейство Tristichopteridae

  - Разред †Panderichthyida
  - Надклас Tetrapoda – Четирикраки